# Fiamme Nere (canzone)
Fiamme Nere (noto anche come Inno degli Arditi) è un brano composto da Marcello Manni e musicato da G. Ferretti nel 1917. 
Il brano è un inno alle Fiamme Nere, un corpo di arditi costituiti durante la prima guerra mondiale, nel quale si esprimono tutte le idee delle caratteristiche ideali degli aderenti a questa particolare specialità, come la mancanza di paura della morte e il coraggio assoluto in difesa della patria con pochi mezzi essenziali (pugnal fra i denti le bombe in mano !...). Il titolo prende spunto dal simbolo degli arditi, una fiamma nera appunto.
La canzone venne recuperata durante il ventennio fascista quando il corpo degli arditi continuò ad esistere, ed anzi venne implementata nella sua diffusione, identificando sempre più le "fiamme nere" come gli aderenti al partito fascista, che Mussolini si auspicava avessero la medesima predisposizione d'animo in difesa dell'Italia. L'inno venne ripreso durante la Repubblica Sociale Italiana come inno ufficiale per le Brigate Nere. 